# Leptophlebia marginata

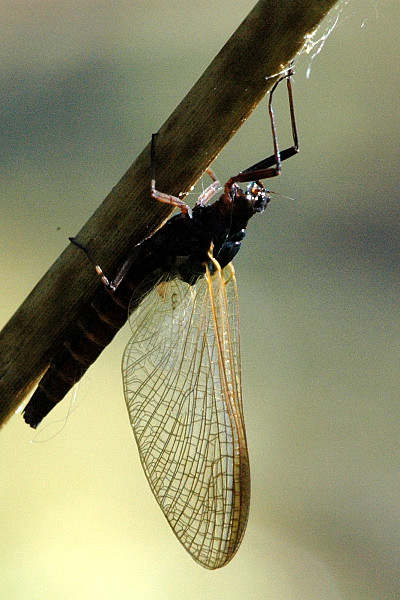
Subimago của L. marginata

Leptophlebia marginata là một loài phù du trong họ Leptophlebiidae. Chúng có nguồn gốc từ châu Âu và Bắc Mỹ, phân phối rộng rãi gần hồ, ao và các dòng suối chảy chậm. Vào giai đoạn thiếu trùng, chúng là động vật sống dưới nước.

## Môi trường sống và phân bố
Leptophlebia marginata sống chủ yếu ở khu vực phía bắc bán cầu ở châu Âu và Bắc Mỹ, bao gồm cả môi trường sống ôn đới và Bắc cực. Chúng thường phân bố tại các môi trường thủy sinh như hồ, ao, các mạch nước ngầm trên sông và các con suối chảy chậm.

## Sinh thái học
Leptophlebia marginata trưởng thành sau quá trình lột xác cuối cùng của giai đoạn thiếu trùng dưới nước vào đầu mùa hè. Ấu trùng giai đoan cuối sẽ bò lên mặt nước, hoặc trèo lên thân cây mới nổi, một cây gậy hoặc tảng đá, sau đó lột xác rồi bay lên như một loài trưởng thành có cánh. Những con đực bay theo bầy suốt cả ngày. Con cái sau khi thụ tinh có thể chứa khoảng 1200 quả trứng. Chúng sẽ bay là là trên mặt nước, nhúng đỉnh chóp ở phần bụng xuống nước hoặc hạ cánh nhanh chóng trên mặt nước để đẻ trứng. Khi chúng đẻ xong, chúng kiệt sức và chết nhanh chóng.
Trứng nở thành các thiếu trùng sinh sống chủ yếu trên mặt nước hoặc dưới các lớp trầm tích ở đáy nước nông và thỉnh thoảng trèo lên những cây ngập nước. L. marginata ăn mạt vụn, rây các hạt hữu cơ từ bùn. Thời kỳ phát triển ấu trùng của chúng kéo dài gần một năm trước khi sẵn sàng trở thành con trưởng thành. Loài này chỉ tồn tại một thế hệ duy nhất mỗi năm.
L. marginata có thể hoạt động như một vật chủ trung gian, thay thế của loài giun tròn Cystidicoloides tenuissima sống ký sinh trên các loài cá hồi (cá hồi và cá hồi chấm) và thường được tìm thấy trong dạ dày của cá hồi. Thiếu trùng của C. tenuissima bị các loài L. marginata ăn và nếu một con cá hồi ăn phải con phù du bị nhiễm ký sinh thì sẽ bị ký sinh luôn.

## Nghiên cứu
Các thử nghiệm đã được thực hiện về tác động của các chất ô nhiễm và điều kiện axit đối với loài phù du này. Ở giai đoạn thiếu trùng, chúng ít bị ảnh hưởng bởi nồng độ pH thấp và môi trường sinh thái giàu cadmi, nhưng quá trình lột xác đã giảm đi đáng kể. Trong một thí nghiệm riêng biệt, việc tăng mức độ sắt ở nồng độ pH thấp và bình thường đã khiến các thiếu trùng ngừng tìm kiếm thức ăn và bị táo bón, nhưng rất ít cá thể chết ngoại trừ các thí nghiệm ở nồng độ pH thấp và mức độ sắt cao. Khi trở lại điều kiện bình thường, các thiếu trùng lại tiếp tục tìm kiếm thức ăn và tăng trưởng.